# Aaron Nesmith
Aaron Joshua Nesmith (Charleston, 16 de outubro de 1999) é um jogador norte-americano de basquete profissional que atualmente joga no Indiana Pacers da National Basketball Association (NBA).
Ele jogou basquete universitário na Universidade de Vanderbilt e foi selecionado pelo Boston Celtics como a 14ª escolha geral no draft da NBA de 2020.

## Início da vida e carreira no ensino médio
Nesmith estudou na Porter-Gaud School em Charleston, Carolina do Sul, começando no time de basquete na oitava série. Em seu segundo ano no time, ele ganhou o título estadual sendo o artilheiro de sua equipe. Nesmith levou Porter-Gaud a mais dois títulos estaduais em suas duas temporadas finais.
Em sua última temporada, ele teve médias de 21 pontos, 4,5 rebotes e 1,8 assistências e foi nomeado Jogador do Ano da Carolina do Sul. Ele deixou o colégio sendo eleito Jogador do Ano por três vezes.
Nesmith não recebeu ofertas de nenhum dos programas importantes da Divisão I da NCAA até seu último ano, mas começou a chamar mais atenção após um torneio da Amateur Athletic Union (AAU) em Charlotte, Carolina do Norte. Ele foi classificado como um recruta de quatro estrelas pela ESPN e pela 247Sports e se comprometeu com a Universidade de Vanderbilt.

## Carreira universitária
Em sua temporada de calouro em Vanderbilt, Nesmith assumiu um papel importante depois que Darius Garland sofreu uma lesão e Simisola Shittu não teve sucesso como substituto. Ele foi titular na maioria de seus jogos e teve médias de 11 pontos e 5,5 rebotes, liderando a equipe em pontuação em jogos de conferência. Em 18 de fevereiro de 2019, Nesmith foi nomeado Calouro da Semana da Southeastern Conference (SEC) após marcar 26 pontos contra a Flórida e conseguir um duplo-duplo de 24 pontos e 14 rebotes contra Auburn.
Nesmith fez sua estreia na sua segunda temporada em 6 de novembro de 2019, marcando 25 pontos, incluindo sete cestas de três pontos, em uma vitória sobre Southeast Missouri. Na semana seguinte, ele marcou 34 pontos, acertando sete cestas de três pontos, na derrota na prorrogação para Richmond. Nesmith fez quatro cestas de três pontos consecutivos em um intervalo de apenas um minuto e 39 segundos. Em 21 de dezembro, ele marcou 34 pontos na vitória sobre UNC Wilmington. Em 4 de janeiro de 2020, Nesmith marcou 29 pontos quando seu time perdeu para a SMU na prorrogação.
Em 11 de janeiro de 2020, foi inicialmente anunciado que Nesmith perderia o resto da temporada devido a uma lesão no pé direito que sofreu na derrota para Auburn. Em 14 jogos, ele teve médias de 23 pontos e 4,9 rebotes, acertando 52,2% na linha de três pontos. Nesmith foi o quinto maior artilheiro da Divisão I da NCAA e teve mais pontos de média como um jogador de Vanderbilt desde Tom Hagan na temporada de 1968-69. Ele estava a caminho de ter uma das melhores temporadas de cestas de três pontos da história do basquete universitário. No entanto, após uma cirurgia em 28 de janeiro, Nesmith não voltou para o resto da temporada e se declarou para o Draft da NBA de 2020.

## Carreira profissional

### Boston Celtics (2020–2022)
Nesmith foi selecionado pelo Boston Celtics como a 14ª escolha geral no draft da NBA de 2020. Em 24 de novembro de 2020, os Celtics assinou um contrato de quatro anos e US$16 milhões com Nesmith.
Com seu companheiro de equipe, Payton Pritchard, absorvendo muitos minutos do lesionado Kemba Walker, foi difícil para Nesmith chegar a rotação regular nos primeiros meses da temporada. Com as lesões e os protocolos da COVID-19 afetando os Celtics durante toda a temporada, as ausências prolongadas de Marcus Smart, Kemba Walker e outros jogadores importantes deram a Nesmith oportunidades suficientes para mostrar suas capacidades de arremesso e sua atitude corajosa e vitoriosa.
Em 23 de abril de 2021, o técnico Brad Stevens já tinha visto o suficiente do estreante para garantir uma rotação consistente de 20 minutos por jogo pelo resto da temporada regular. Em 28 de abril de 2021, Nesmith registrou 15 pontos, 9 rebotes, três roubos de bola e três bloqueios em uma derrota para o Charlotte Hornets. Ele continuou seu ímpeto nos próximos dois jogos, onde teve desempenhos consecutivos de 16 pontos.
Em 15 de fevereiro de 2022, Nesmith marcou 18 pontos na vitória sobre o Philadelphia 76ers. Em sua segunda temporada, Nesmith e o Celtics chegaram às finais da NBA e perderam em 6 jogos para o Golden State Warriors.

### Indiana Pacers (2022–Presente)

#### Titular (2022–23)
Em 9 de julho de 2022, Nesmith foi negociado, ao lado de Daniel Theis, Malik Fitts, Juwan Morgan, Nik Stauskas e uma escolha de primeira rodada de 2023, para o Indiana Pacers em troca de Malcolm Brogdon.
Em 19 de novembro, Nesmith marcou 19 pontos, incluindo os dois lances livres para vencer o jogo com 9,6 segundos restantes, para derrotar o Orlando Magic por 114–113. Em 18 de dezembro, ele registrou 23 pontos e 10 rebotes na derrota para o New York Knicks. Em 21 de dezembro, em uma vitória sobre seu ex-time, Boston Celtics, Nesmith registrou 15 pontos e seis rebotes como titular em uma vitória por 117–112. Em 29 de dezembro, ele registrou 22 pontos na vitória sobre o Cleveland Cavaliers.
Em 2 de fevereiro de 2023, Nesmith alcançou então sua maior pontuação na carreira com 24 pontos, 3 rebotes, 2 roubos de bola e um bloqueio em uma derrota para o Los Angeles Lakers. Em 16 de março, em uma vitória sobre o Milwaukee Bucks, ele registrou 22 pontos e 5 rebotes, e um recorde pessoal de 6–9 em arremessos de três pontos. No jogo seguinte, em 18 de março contra o Philadelphia 76ers, Nesmith marcou sua maior pontuação na carreira com 25 pontos e 6 rebotes.

#### Extensão de contrato (2023–24)
Em 23 de outubro de 2023, Nesmith concordou com uma extensão de contrato de três anos e US$33 milhões com os Pacers. Cinco dias depois, Nesmith alcançou um novo recorde pessoal com 26 pontos, além de 9 rebotes, na vitória por 125–113 sobre o Cleveland Cavaliers. Em 6 de novembro, ele registrou 15 pontos, 2 rebotes, 2 assistências, 2 roubos de bola e acertou 3 cestas de três pontos em uma vitória avassaladora por 41 pontos sobre o San Antonio Spurs, dando ao técnico Rick Carlisle sua 900ª vitória na carreira.
Em 30 de dezembro de 2023, Nesmith fez um recorde pessoal de 7 cestas de três pontos em uma vitória sobre o New York Knicks, em uma noite em que seu companheiro de equipe Tyrese Haliburton igualou o recorde da franquia dos Pacers de assistências em um jogo com 23.

## Estatísticas da carreira

### NBA

#### Temporada regular
| Ano      | Equipe   | PJ  | PT  | MPJ  | AP   | 3P   | LL   | RT  | AS  | BR | TO | PPJ  |
| -------- | -------- | --- | --- | ---- | ---- | ---- | ---- | --- | --- | -- | -- | ---- |
| 2020–21  | Boston   | 46  | 1   | 14.5 | .438 | .370 | .786 | 2.8 | .5  | .3 | .2 | 4.7  |
| 2021–22  | Boston   | 52  | 3   | 11.0 | .396 | .270 | .808 | 1.7 | .4  | .4 | .1 | 3.8  |
| 2022–23  | Indiana  | 73  | 60  | 24.9 | .427 | .366 | .838 | 3.8 | 1.3 | .8 | .5 | 10.1 |
| 2023–24  | Indiana  | 72  | 47  | 27.7 | .496 | .419 | .781 | 3.8 | 1.5 | .9 | .7 | 12.2 |
| Carreira | Carreira | 243 | 111 | 19.5 | .439 | .356 | .803 | 3.0 | .9  | .6 | .3 | 7.7  |

#### Playoffs
| Ano      | Equipe   | PJ | PT | MPJ  | AP   | 3P   | LL    | RT  | AS  | BR | TO | PPJ  |
| -------- | -------- | -- | -- | ---- | ---- | ---- | ----- | --- | --- | -- | -- | ---- |
| 2021     | Boston   | 5  | 0  | 15.0 | .278 | .286 | 1.000 | 2.6 | .2  | .2 | .2 | 3.2  |
| 2022     | Boston   | 15 | 0  | 3.5  | .235 | .091 | .750  | 1.0 | .2  | .1 | .3 | .8   |
| 2024     | Indiana  | 17 | 17 | 32.9 | .433 | .278 | .919  | 4.9 | 2.2 | .6 | .5 | 10.5 |
| Carreira | Carreira | 37 | 17 | 17.1 | .315 | .218 | .889  | 2.8 | .8  | .3 | .3 | 4.8  |

### Universitário
| Ano      | Equipe     | PJ | PT | MPJ  | AP   | 3P   | LL   | RT  | AS  | BR  | TO | PPJ  |
| -------- | ---------- | -- | -- | ---- | ---- | ---- | ---- | --- | --- | --- | -- | ---- |
| 2018–19  | Vanderbilt | 32 | 19 | 29.0 | .392 | .337 | .825 | 5.5 | 1.4 | .7  | .6 | 11.0 |
| 2019–20  | Vanderbilt | 14 | 14 | 35.7 | .512 | .522 | .825 | 4.9 | .9  | 1.4 | .9 | 23.0 |
| Carreira | Carreira   | 46 | 33 | 32.3 | .452 | .429 | .825 | 5.2 | 1.1 | 1.0 | .7 | 17.0 |

Fonte: